# Zayas de Báscones
Zayas de Báscones es una localidad española de la provincia de Soria, en la comunidad autónoma de Castilla y León. Pertenece al municipio de Alcubilla de Avellaneda y al partido judicial de Burgo de Osma.

## Geografía
Baña su término el río Perales, perteneciente a la cuenca hidrográfica del Duero.
Localidad situada en la Ruta de la Lana y el Camino del Cid.
Cruce de caminos donde desde carretera provincial SO-P-5004 tiene su inicio, en dirección oeste, la SO-P-5205 que comunica con Zayas de Torre situada a 4 km.
Desde el punto de vista jerárquico de la Iglesia católica forma parte de la diócesis de Osma la cual, a su vez, pertenece a la archidiócesis de Burgos.

## Historia
En el censo de 1879, ordenado por el Conde de Floridablanca,  figuraba como villa  del Partido de Aranda en la Intendencia de Burgos,  con jurisdicción de señorío y bajo la autoridad del Alcalde Ordinario, nombrado por Don Francisco de Marichalar y Don Alfonso de Avellaneda. Contaba entonces con 97 habitantes.
A la caída del Antiguo Régimen la localidad se constituye en municipio constitucional  en la región de Castilla la Vieja que en el censo de 1842 contaba con 22 hogares y 68 vecinos, para posteriormente integrarse en Alcubilla de Avellaneda.
A mediados del siglo XX este municipio es adquirido al Vizconde de Eza (antepasado de Jaime de Marichalar) por la empresa resinera de Basilio Mesa García. A la muerte de éste pasa a ser propiedad de sus hijos Pilar Mesa Hernández y Bruno Mesa Hernández, siendo dividida en dos fincas poco después. La parte correspondiente a Pilar Mesa Hernández es entonces vendida a la empresa SAT San Saturio, quedando definitivamente separada en dos propiedades.

## Demografía
En el año 1981 contaba con 27 habitantes, concentrados en el núcleo principal, pasando a 2 en 2020. 